# اسکات دبلیو. لوکاس
اسکات دبلیو. لوکاس (به انگلیسی: Scott W. Lucas) سناتور سابق عضو حزب دموکرات ایالات متحده آمریکا بود. وی در سال ۱۹۳۹ تا ۱۹۵۱ میلادی سناتور ایالت ایلی‌نوی در سنای ایالات متحده آمریکا بود.